# Abraham P. Bos
Abraham Paulus Bos (* 27. Juli 1943 in Baarn) ist ein niederländischer Philosophiehistoriker und Patristiker.
Bos studierte von 1960 bis 1966 Klassische Philologie, von 1962 bis 1968 Philosophie an der Vrije Universiteit Amsterdam. 1971 wurde er mit einer Dissertation über Aristoteles’ Schrift Über den Himmel unter dem Titel Een onderzoek naar de kosmologie van Aristoteles in de eerste jaren van zijn wijsgerige activiteit promoviert. Von 1976 an bis zu seiner Pensionierung war er Professor für antike und patristische Philosophie an der Vrije Universiteit Amsterdam. Seine Antrittsrede ging über Providentia Divina: Het thema van de goddelijke pronoia bij Plato en Aristoteles.
Seine Forschungsschwerpunkte waren Platon, Aristoteles, die philosophische Theologie der Griechen sowie deren Rezeption bei Philon von Alexandria und den Kirchenvätern.

## Schriften (Auswahl)
- On the Elements. Aristotle’s Early Cosmology (= Bijdragen tot de filosofie. 3, ZDB-ID 187904-2). Van Gorcum, Assen 1973.
- Cosmic and Meta-Cosmic Theology in Aristotle’s Lost Dialogues (= Brill’s Studies in Intellectual History. 16). Brill, Leiden u. a. 1989, ISBN 90-04-09155-6.
  - Italienische Übersetzung: Teologia cosmica e metacosmica. Per una nuova interpretazione dei dialoghi perduti di Aristotele (= Collana Temi Metafisici e Problemi del Pensiero Antico. 13). Vita e pensiero, Mailand 1991, ISBN 88-343-0293-1.
- The Soul and Its Instrumental Body. A Reinterpretation of Aristotle’s Philosophy of Living Nature (= Brill’s Studies in Intellectual History. 112). Brill, Leiden u. a. 2003, ISBN 90-04-13016-0.
- mit Rein Ferwerda: Aristotle, on the Life-Bearing Spirit (de Spiritu). A Discussion with Plato and His Predecessors on Pneuma as the Instrumental Body of the Soul. Introduction, Translation, and Commentary. Brill, Leiden 2008, ISBN 978-90-04-16458-1.

| Personendaten    | Personendaten                                          |
| ---------------- | ------------------------------------------------------ |
| NAME             | Bos, Abraham P.                                        |
| ALTERNATIVNAMEN  | Bos, Abraham Paulus                                    |
| KURZBESCHREIBUNG | niederländischer Philosophiehistoriker und Patristiker |
| GEBURTSDATUM     | 27. Juli 1943                                          |
| GEBURTSORT       | Baarn                                                  |